# Menesia bipunctata
Menesia bipunctata es una especie de escarabajo longicornio del género Menesia, tribu Saperdini, subfamilia Lamiinae. Fue descrita científicamente por Zoubkoff en 1829.

## Descripción
Mide 3,5-9 milímetros de longitud.

## Distribución
Se distribuye por Alemania, Bielorrusia, Bosnia y Herzegovina, Croacia, Estonia, Francia, Hungría, Italia, Kazajistán, Letonia, Lituania, Polonia, Rumania, Rusia, Serbia, Eslovaquia, Eslovenia, Suiza, Chequia, Ucrania y Yugoslavia.